# Proasellus gauthieri
Proasellus gauthieri és una espècie de crustaci isòpode pertanyent a la família dels asèl·lids.

## Subespècies
- Proasellus gauthieri theodori (Birstein, 1951)[6]

## Hàbitat
Viu a l'aigua dolça de fonts càrstiques.

## Distribució geogràfica
Es troba a l'Àfrica del Nord: Algèria.